# Goran Barišić
Goran Barišić (Pula, 9. prosinca 1985.) je hrvatski nogometaš. 
Trenutačno igra za NK Rudar Labin, u koji je prešao iz NK Varaždina. 

## Vanjske poveznice
- HNL statistika
- Profil na stranici NK Istre 1961